# Рябов, Артур Андреевич
Арту́р Андре́евич Ря́бов (укр. Артур Андрійович Рябов; 20 августа 2000, Комарно) — украинский футболист, полузащитник клуба ЛНЗ.

## Биография
Начиная с сезона 2018/19 выступал за дублирующий состав «Волынь» (21 матч, 3 гола). Дебютировал за взрослую команду лучан 25 мая 2019 года в ничейном (0:0) выездном поединке 30-го тура Первой лиги против «Горняк-Спорта». Артур вышел на поле на 89-й минуте, заменив Младена Бартуловича.